# Stadio Comunale (Bellinzone)
Pour les articles homonymes, voir Stadio Comunale.
Le Stadio Comunale est un stade qui est situé à Bellinzone en Suisse et sur lequel évolue le AC Bellinzone.

## Événements
En 1987, l'équipe de Suisse y dispute un match amical :
| Match amical                             | Suisse           | 1 - 2   | Tchécoslovaquie | Stadio Comunale, Bellinzone                   |                                               |
| 25 mars 1987 · Historique des rencontres | Bileik 11e (csc) | (1 - 0) | 75e 80e Kubík   | Spectateurs : 5 300 Arbitrage : Paolo Casarin | Spectateurs : 5 300 Arbitrage : Paolo Casarin |
| 25 mars 1987 · Historique des rencontres | Rapport          |         |                 | Spectateurs : 5 300 Arbitrage : Paolo Casarin | Spectateurs : 5 300 Arbitrage : Paolo Casarin |